# Marankeçili
Marankeçili ist ein Ortsteil (Mahalle) im Landkreis Kozan der türkischen Provinz Adana mit 239 Einwohnern (Stand: Ende 2024). Im Jahr 2011 zählte Marankeçili 335 Einwohner.